# LKL de 2019–20
A Temporada da Liga Lituana de Basquetebol de 2019–20 foi a 27ª edição da principal competição de basquetebol masculino na Lituânia disputada entre 21 de setembro de 2019 e 8 de março de 2020. Devido a Pandemia de COVID-19 na Lituânia a competição foi encerrada prematuramente, porém respeitando os resultados conquistados até então pelas equipes, sendo assim a equipe do Žalgiris que defendia sua hegemonia conquistou o vigésimo segundo título, sendo o décimo consecutivo. 
A liga oficialmente chama-se Betsafe LKL por motivos de patrocinadores.

## Equipes participantes
| Clube           | Localização       | Arena                          |
| --------------- | ----------------- | ------------------------------ |
| Sintek-Dzūkija  | Alytus            | Alytus Arena                   |
| Juventus        | Utena             | Utena Arena                    |
| Lietkabelis     | Panevėžys         | Cido Arena                     |
| rytas Vilnius   | Vilnius           | Siemens Arena                  |
| Neptūnas        | Klaipėda          | Švyturys Arena                 |
| Nevėžis         | Kėdainiai         | Kėdainiai Arena                |
| Pieno žvaigždės | Pasvalys          | Pasvalys Pieno žvaigždės Arena |
| Šiauliai        | Šiauliai          | Šiauliai Arena                 |
| CBet Prienai    | Prienai-Birštonas | Arena Prienai                  |
| Žalgiris        | Kaunas            | Žalgiris Arena                 |

## Temporada Regular

### Classificação
| Pos. | Clube           | J  | V  | D  | MPF/MPC   | VC/DC  | VV/DV  | Classificação |
| ---- | --------------- | -- | -- | -- | --------- | ------ | ------ | ------------- |
| 1    | Žalgiris        | 24 | 22 | 2  | 89/70     | 10 / 1 | 12 / 1 | Playoffs      |
| 2    | rytas Vilnius   | 24 | 17 | 7  | 84.7/75.5 | 12 / 1 | 5 / 6  | Playoffs      |
| 3    | Lietkabelis     | 24 | 16 | 8  | 78.3/72.5 | 11 / 1 | 5 / 7  | Playoffs      |
| 4    | Neptūnas        | 24 | 14 | 10 | 83.7/80.5 | 10 / 3 | 4 / 7  | Playoffs      |
| 5    | Juventus        | 24 | 13 | 11 | 80.2/81.7 | 8 / 5  | 5 / 6  | Playoffs      |
| 6    | CBET Prienai    | 24 | 11 | 13 | 73.7/79.4 | 7 / 6  | 4 / 7  | Playoffs      |
| 7    | Pieno žvaigždės | 24 | 8  | 16 | 77.5/83   | 6 / 6  | 2 / 10 | Playoffs      |
| 8    | Šiauliai        | 24 | 7  | 17 | 78.8/85.2 | 4 / 7  | 3 / 10 | Playoffs      |
| 8    | Sintek-Dzūkija  | 24 | 6  | 18 | 71.3/80.8 | 4 / 7  | 2 / 11 |               |
| 10   | Nevėžis         | 24 | 6  | 18 | 74.4/82.9 | 5 / 6  | 1 / 12 |               |

### Fase 1 e 2
| Casa\Visitante  | DZU    | JUV   | LIE   | RYT   | NEP    | NEV   | PIE     | SIA   | PRI   | ZAL    |
| --------------- | ------ | ----- | ----- | ----- | ------ | ----- | ------- | ----- | ----- | ------ |
| Sintek-Dzūkija  |        | 84-77 | 54-63 | 54-92 | 80-77  | 68-62 | 74-75   | 87-61 | 61-68 | 65-91  |
| Juventus        | 88-75  |       | 77-83 | 83-81 | 80-76  | 92-84 | 112-108 | 77-72 | 65-76 | 77-101 |
| Lietkabelis     | 91-73  | 84-62 |       | 83-74 | 102-64 | 75-51 | 75-62   | 88-70 | 74-61 | 83-72  |
| rytas Vilnius   | 98-85  | 86-65 | 82-77 |       | 85-75  | 90-71 | 95-84   | 93-70 | 88-64 | 70-88  |
| Neptūnas        | 74-67  | 80-67 | 78-74 | 91-84 |        | 88-78 | 93-70   | 90-94 | 86-73 | 73-80  |
| Nevėžis         | 70-74  | 78-80 | 91-68 | 68-65 | 75-68  |       | 88-87   | 85-98 | 73-70 | 57-83  |
| Pieno žvaigždės | 79-75  | 72-84 | 78-75 | 72-93 | 77-86  | 87-66 |         | 88-84 | 63-71 | 64-108 |
| Šiauliai        | 71-73  | 60-86 | 90-71 | 81-86 | 95-102 | 96-81 | 97-84   |       | 84-69 | 63-94  |
| CBet Prienai    | 88-72  | 74-80 | 80-74 | 78-87 | 59-101 | 79-77 | 81-79   | 85-76 |       | 64-105 |
| Žalgiris        | 102-50 | 86-80 | 96-69 | 78-72 | 100-82 | 89-84 | 81-47   | 86-80 | 87-55 |        |

### Fase 3 e 4
| Casa\Visitante  | DZU   | JUV    | LIE   | RYT   | NEP   | NEV   | PIE   | SIA   | PRI   | ZAL   |
| --------------- | ----- | ------ | ----- | ----- | ----- | ----- | ----- | ----- | ----- | ----- |
| Sintek-Dzūkija  |       |        | 65-73 |       |       | 86-87 |       |       |       |       |
| Juventus        | 84-71 |        | 89-77 | 66-70 |       |       |       |       |       | 82-91 |
| Lietkabelis     |       |        |       |       |       | 85-69 | 67-81 |       | 76-62 |       |
| rytas Vilnius   |       |        |       |       | 92-69 | 96-75 | 97-89 | 96-75 |       |       |
| Neptūnas        | 78-73 | 115-89 | 78-84 |       |       |       |       | 90-70 |       |       |
| Nevėžis         |       | 77-82  |       |       |       |       |       |       |       | 63-92 |
| Pieno žvaigždės | 96-74 |        |       |       |       |       |       | 80-73 |       | 74-77 |
| Šiauliai        |       |        |       |       |       | 91-75 |       |       | 74-87 |       |
| CBet Prienai    | 94-70 |        |       |       | 85-95 |       | 67-65 |       |       | 79-94 |
| Žalgiris        |       |        |       | 71-61 |       |       |       | 83-86 |       |       |

## Playoffs

### Confrontos

#### Quartas de final
| Time 1 | Série | Time 2 | 1º Jogo | 2º Jogo | 3º Jogo |
| ------ | ----- | ------ | ------- | ------- | ------- |
|        | -     |        |         |         |         |
|        | -     |        |         |         |         |
|        | -     |        |         |         |         |
|        | -     |        |         |         |         |

#### Semifinal
| Time 1 | Série | Time 2 | 1º Jogo | 2º Jogo | 3º Jogo |
| ------ | ----- | ------ | ------- | ------- | ------- |
|        | -     |        |         |         |         |
|        | -     |        |         |         |         |

#### Decisão de terceiro lugar
| Time 1 | Série | Time 2 | 1º Jogo | 2º Jogo | 3º Jogo | 4º Jogo | 5º Jogo |
| ------ | ----- | ------ | ------- | ------- | ------- | ------- | ------- |
|        | -     |        |         |         |         |         |         |

#### Final
| Time 1 | Série | Time 2 | 1º Jogo | 2º Jogo | 3º Jogo | 4º Jogo | 5º Jogo |
| ------ | ----- | ------ | ------- | ------- | ------- | ------- | ------- |
|        | -     |        |         |         |         |         |         |

## Campeões
| Betsafe LKL 2019-20 Campeões |
| ---------------------------- |
| ?º título                    |

## Copa Rei Mindaugas 2020 - Klaipėda
|  |  |  |                 |                       |    |  |  |                       |    |  |  |                   |    |
|  |  |  |                 |                       |    |  |  |                       |    |  |  |                   |    |
|  |  |  |                 |                       |    |  |  |                       |    |  |  |                   |    |
|  |  |  |                 |                       |    |  |  |                       |    |  |  |                   |    |
|  |  |  | Žalgiris Kaunas | 82                    |    |  |  |                       |    |  |  |                   |    |
|  |  |  |                 | 82                    |    |  |  |                       |    |  |  |                   |    |
|  |  |  |                 | Lietkabelis Panevėžys | 72 |  |  |                       |    |  |  |                   |    |
|  |  |  |                 | Lietkabelis Panevėžys | 72 |  |  |                       |    |  |  |                   |    |
|  |  |  |                 |                       |    |  |  |                       |    |  |  |                   |    |
|  |  |  |                 |                       |    |  |  |                       |    |  |  |                   |    |
|  |  |  |                 |                       |    |  |  |                       |    |  |  | Žalgiris Kaunas   | 80 |
|  |  |  |                 | Rytas Vilnius         | 60 |  |  |                       |    |  |  |                   |    |
|  |  |  |                 |                       |    |  |  |                       |    |  |  |                   |    |
|  |  |  |                 |                       |    |  |  |                       |    |  |  |                   |    |
|  |  |  | Rytas Vilnius   | 96                    |    |  |  |                       |    |  |  |                   |    |
|  |  |  |                 | 96                    |    |  |  |                       |    |  |  |                   |    |
|  |  |  |                 | Neptūnas Klaipėda     | 71 |  |  |                       |    |  |  |                   |    |
|  |  |  |                 | Neptūnas Klaipėda     | 71 |  |  | Lietkabelis Panevėžys | 84 |  |  |                   |    |
|  |  |  |                 |                       |    |  |  | Lietkabelis Panevėžys | 84 |  |  |                   |    |
|  |  |  |                 |                       |    |  |  |                       |    |  |  | Neptūnas Klaipėda | 73 |

### Premiação
| Copa Rei Mindaugas 2020 (Panevėžys) |
| Lituânia                            |
| ----------------------------------- |
| Campeão Žalgiris Kaunas (3° título) |

## Clubes lituanos em competições europeias
| Clube         | Competição        | Resultado                                                           |
| ------------- | ----------------- | ------------------------------------------------------------------- |
| Žalgiris      | EuroLiga          |                                                                     |
| rytas Vilnius | EuroCopa          | Eliminado no TOP 16 (3º no Grupo G 3v-3d)                           |
| Neptūnas      | Liga dos Campeões | Eliminado na temporada regular como 6º lugar no Grupo D com 6v - 8d |
| Lietkabelis   | Liga dos Campeões | Eliminado nas oitavas de finais por Zaragoza (76-67;90-88)          |